# 黃容根
黃容根，SBS，JP（1951年8月10日—），民主建港協進聯盟前成員，曾任香港立法會議員（漁農界）及大埔區議會議員。

## 背景
黃容根籍貫廣東惠陽，早年在新界大埔區長大，1960年至1966就讀大埔誠明學校，1967年至1970年就讀大埔聖維篤中英文中學（夜中學初中）。初中畢業後投身漁農界，1976年至1994出任廣東省港澳流動漁民協會副主任，1976年至1980年擔任寶安縣港澳流動漁民協會副主任。同期經營經營其淮洋企業有限公司，任職董事長。
在1980至1990年代，黃容根活躍於漁農業，於1980年至1994年出任廣東省惠州市惠陽縣港澳流動漁民協會副會長，1985年至1994年為止成為大埔區議會漁農工商委員會委員。自1986年起，他獲委任為香港魚類統營處顧問委員會委員，至1994年離任。與此同時，他亦於1986年至1994年間擔任大埔區漁民合作社有限責任聯合總社理事長。其首次從政的年份始於1991年。當年他參加1991年香港區議會選舉，結果當選大埔區議會太和民選議員。及後於1992年至1994年，黃容根獲委以香港漁農業諮詢委員會委員公職。
1998年，臨時立法會解散後舉行首度立法會選舉。黃容根首次報名參選立法會，角逐漁農界議席，最終以81票(佔65.32%)擊敗前漁農處處長李熙瑜博士(43票，佔34.68%)。之後的2000年及2004年香港立法會選舉都因為沒有其他參選人而自動當選。2008年選舉亦以同樣姿態順利連任。
2012年，黃容根放棄角逐漁農界議席，改為支持民建聯33歲的成員何俊賢參選，並成功當選。其後於2015年區議會選舉中，黃敗於新民主同盟成員周炫瑋，連任失敗。2016年7月退出民建聯，且以獨立身份參選2016年香港立法會選舉，僅得不足三成選票，敗於前黨友、立法會議員何俊賢。